# Data (calendari)

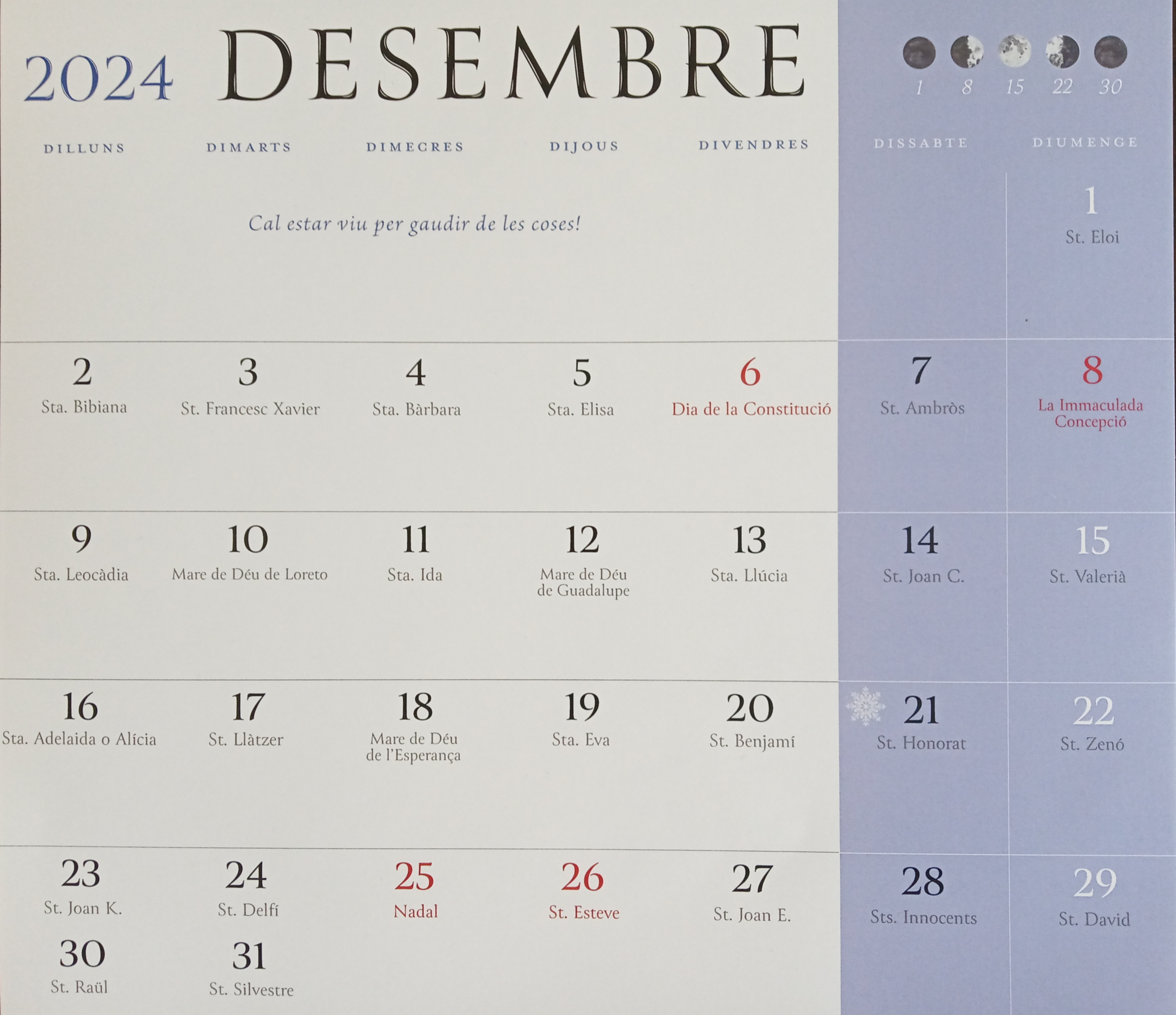
Full d'un calendari del mes de desembre de 2024

La data és, en el sentit més habitual, una indicació de temps emprada per definir un únic dia en un calendari, com ara el gregorià o un altre.
S'empra per a la identificació, en el temps (passat-present-futur) d'un fet determinat. La data és el moment en què es fa o succeeix una cosa i formalment s'indica amb l'anotació del dia, el mes i l'any.
El calendari gregorià, utilitzat avui a Europa, es basa en un any terrestre, és a dir, una revolució (volta sencera) de la Terra al voltant del Sol. Divideix l'any en dotze mesos, per un total de 365 dies (a excepció dels anys de traspàs que en tenen 366), o 28 (29 per als anys de traspàs), 30 o 31 dies al mes.
Una data fixa el moment en què ha estat signat un document, en el que s'ha produït un fet històric documentat o en el que es preveu un esdeveniment futur

## Format d'una data
La forma d'expresar una data (dia-mes-any) en català, es pot fer de la manera següent: 
- el dia amb números, el mes amb lletres i l'any amb números complets: 13 de desembre de 2024.
- a l'hora d'escriure en quadres o gràfics, es pot abreujar fent servir xifres per als mesos i separant el dia, el mes i l'any amb guionets: 13-12-2024.

Hi ha països, com els Estats Units, on s'acostuma a invertir l'ordre del dia i del mes: 12.13.2024 (mes-dia-any).

## Normatives

### Normativa per a emmagatzemar dates i temps
Article principal:ISO 8601
La norma ISO 8061 especifica la notació estàndard utilitzada per a emmagatzemar les dates i el temps. Aquesta notació facilita la migració entre diverses plataformes. Se segueix el criteri d'ordenar d'esquerra a dreta del període més llarg de temps al més curt. Per exemple, per a indicar un dia concret, escriurem AAAA-MM-DD.